# 물자체
물자체(物自體, 독일어: Ding an sich, 영어: thing-in-itself) 또는 누메논(Noumenon)은 칸트철학의 기본개념으로, 감각의 사용과 독립적으로 알 수 있는 사물 또는 사건을 말한다. "물자체=누메논"과 대비되는 개념은 "현상=페노메논"(phenomenon)이다. 즉슨 플라톤 철학과 비교하자면 물자체는 이데아에 해당한다.